# Armée catholique et royale (1832)
Pour les articles homonymes, voir Armées catholique et royale.
L'Armée catholique et royale est reformée en 1832 lors de la Guerre de Vendée et Chouannerie de 1832 opposant Légitimistes et Orléanistes dans le but de renverser Louis-Philippe Ier, proclamé Roi des Français à la suite de la Révolution de Juillet.

## Organisation
- État-Major :
  - Maréchal de France :  Louis de Ghaisne de Bourmont
  - Payeur-général : Hébert de Soland
  - Intendant-général : M. de Fontenay

- 1re armée, de la rive gauche.
  - Lieutenant-général : Charles de Beaumont d'Autichamp

- - 1er corps d’armée, Anjou.
    - Commandant : Jacques-Joseph de Cathelineau

  - 2e corps d’armée, Haut-Poitou.
    - Commandant : Auguste du Vergier de La Rochejaquelein

  - 3e corps d’armée, Bas-Poitou.
    - Commandant : Charles de Charette de La Contrie

- 2e armée, de la rive droite.
  - Maréchal de camp : Antoine Clouet

- - 1er corps d’armée, Ille-et-Vilaine.
    - Commandant : Guy Aubert de Trégomain

  - 2e corps d’armée, Nord de l'Anjou.
    - Commandant : Maquillé

  - 3e et 7e corps d’armée, Morbihan et Finistère.
    - Commandant : Joseph de Cadoudal

  - 4e corps d’armée, Maine.
    - Commandant : Pontfarcy

  - 5e corps d’armée, Côtes-du-Nord.
    - Commandant : Brèche

  - 6e corps d’armée, Nord-Est de l'Anjou.
    - Commandant : Beaumont

  - Corps Indépendant, Nord de la Loire-Inférieure.
    - Commandant : Coislin

## Sources
- Hugues de Changuy, Le soulèvement de la duchesse de Berry, 1832, édition Albatros et Diffusion Université-Culture, 1986, p. 131.